# Свети Илия (Клисали)
Вижте пояснителната страница за други значения на Свети Илия.
„Свети Илия“ (на гръцки: Προφήτη Ηλία) е църква в лъгадинското село Клисали (Профитис), Гърция, енорийски храм на Лъгадинската, Литийска и Рендинска епархия.
Храмът е гробищен и е изграден в северозападната част на селото в XX век на основите на по-стара църква. На името на старата църква в 1926 година Клисали е прекръстено на Профитис, в превод Пророк. В църквата са запазени ценности от стария храм – 55 преносими икони, едни царски двери, платнена украса на царски двери, 6 литургични предмета и 30 старопечатни книги. Иконите са от XVIII и XIX век и някои са подписани от известни зографи, като Маргаритис Ламбу от Кулакийската художествена школа. Сред книгите се открояват две евангелия със сребърен обков и един Неделник. В някои от книгите има приписки като стиховете на някой поп Атанасий, които имат литературни качества.